# Геронім Оссолінський (жидачівський староста)
Геронім Оссолінський (пол. Hieronim Ossoliński; 1596 — 1650) — державний і військовий діяч Речі Посполитої.

## Життєпис
Походив з польського шляхетського роду Оссолінських гербу Топор, старшої гілки. Старший син Прокопа Оссолінського, старости новоторзького, та Катажини Берецької.
За різними відомостями 1628 або 1631 року одружився з представницею шляхетського роду Йордан. 1633 року стає дворянином королівським Владислава IV. 1633 року отримує від папи римського Урбана VIII титуля князя Папської держави, а 1634 року — титуля князя Священної Римської імперії від Фердинанда II. 1637 року після смерті дружини одружився вдруге. 1638 року отримує староство жидачівське, невдовзі також янівське.
1648 року обирається від Сандомирського воєводства послом (депутатом) на елекційний сейм, де підтримав королевича Яна Казимира. Брав участь у військових компаніях проти українських козаків на чолі із Богданом Хмельницький Помер і похований у Львові 1650 року, де, можливо, зберігся його надгробний пам'ятник.

## Родина
1. Дружина — Ядвіга Йордан
Діти:
- Анджей Миколай (1630—1657)
- Костянтин (1633—1688), староста янівський

2. Дружина — Ефрозина Чурило